# Colchicina
La colchicina (o colquicina) es un fármaco antimitótico que detiene o inhibe la división celular en metafase, y permite la realización del cariotipo. Es un compuesto que evita la distribución de las cromátidas de un cromosoma durante la mitosis, provocando la poliploidía de la célula filial, ya que aunque no haya separación, sí hubo duplicación previa del material genético. Su efecto se debe a su acción sobre las proteínas citoesqueléticas del huso mitótico denominadas tubulinas. Al desorganizarse el huso, los cinetocoros de las cromátidas no tienen donde unirse y traccionar, ocasionando que los cromosomas no se distribuyan normalmente durante la división celular. De este modo, en presencia de colchicina la división celular se interrumpe o bien da origen a células que son inviables debido a su carga cromosómica anómala.
Utilizada durante muchos años como la piedra angular del tratamiento de la gota, hasta la aparición de los antiinflamatorios no esteroideos (AINE), tiene cierto protagonismo en la terapéutica actual como inmunomodulador y antifibrótico en diversas enfermedades autoinmunes (como esclerodermia, cirrosis biliar primaria, fibrosis pulmonar, etc.) y otras enfermedades como amiloidosis, dermatitis herpetiforme, pericarditis y pseudogota.
Dentro de sus propiedades en el tratamiento de la gota incluye la disminución del flujo de leucocitos, inhibidor de la fagocitosis de los microcristales de urato o frenado de la producción de ácido láctico, manteniendo un pH local normal. La acidez favorece la precipitación de los cristales que es el primer signo de la crisis de gota.
Es también un antiinflamatorio no específico debido a la disminución del aflujo leucocitario e inhibición de la fagocitocis.
Es el fármaco de referencia para el tratamiento de la fiebre mediterránea familiar o FMF, y actualmente se está utilizando como anticancerígeno, inhibiendo la rápida multiplicación de las células tumorales.
Efectos secundarios: Alteraciones digestivas: diarrea, náuseas, raramente vómitos.
Precauciones: En el tratamiento de ataque controlar la terapia en caso de insuficiencia renal o hepática.
Embarazo: la colchicina pertenece a la categoría X de riesgo en el embarazo. En ratones tratados con dosis de 1,25 y 1,5 mg/kg y en hámsters tratados con 10 mg/kg la colchicina es teratogénica. Existen estudios en humanos donde los fetos presentan algún tipo de anomalía o malformación al momento de nacer. Se debe tener precaución.
Lactancia: no se sabe si la colchicina se secreta en la leche materna. Debido a que muchos fármacos que son consumidos por la madre luego aparecen en la leche materna, es recomendable evitar el tratamiento con colchicina durante la lactancia.

## Historia
La sustancia está presente de forma natural en las plantas del género Colchicum, originarias de Europa y Asia oriental, y conocidas con los nombres comunes de "crocus de otoño", "cólquico" o "quitameriendas". Desde Dioscórides se sabe de su acción tóxica, pero antes del siglo VI no se recomendaban preparados de la planta de origen contra el dolor de origen articular. En 1763, Anton von Störck introdujo el cólquico en el tratamiento de la gota aguda. El propio Benjamin Franklin sufría de gota, y según se sabe, lo introdujo en Estados Unidos.

## Usos de la colchicina en diversos campos
La colchicina es usada en diversos ámbitos con varios usos.
- En mejora vegetal es usada para generar plantas con ploidías mayores a las naturales.

- En neurociencia se utiliza para favorecer la acumulación de neuropéptidos en el soma celular bloqueando el tráfico vesicular.

- En citogenética se usa para detener las células en metafase y poder elaborar un cariotipo .

- En medicina se usa para tratar la fiebre mediterránea familiar, donde la amiloidosis es una complicación. Más recientemente, se experimenta como parte del tratamiento inicial en pacientes covid-positivos no hospitalizados.

## Usos médicos de la colchicina

### Gota
La colchicina es una alternativa para aquellas personas intolerantes a los AINEs que padecen gota. A dosis altas, los efectos secundarios (principalmente trastornos gastrointestinales) limitan su uso. A dosis más bajas, que siguen siendo efectivas, es bien tolerada. Hay evidencia de baja calidad  de que la colchicina en dosis bajas podría ser un tratamiento efectivo para la gota aguda en comparación con el placebo y evidencia de calidad baja de que sus efectos beneficiosos podrían ser similares a los de los AINE.

### Otras patologías
La colchicina también se utiliza como agente antiinflamatorio para el tratamiento a largo plazo de la enfermedad de Behçet. Parece tener un efecto limitado en la policondritis recidivante, ya que solo puede ser útil para el tratamiento de la condritis y los síntomas leves de la piel.
La colchicina también se utiliza, además de otras terapias, en el tratamiento de la pericarditis.
La colchicina se utiliza ampliamente en el tratamiento de la fiebre mediterránea familiar, en la que se reducen los ataques y el riesgo a largo plazo de la amiloidosis.

### Investigaciones en curso

#### Cirugía cardiaca
Se ha estudiado para la prevención de complicaciones postoperatorias después de cirugía cardíaca. La ocurrencia de fibrilación auricular puede ser reducida en un tercio. También se ha investigado en la prevención y tratamiento del síndrome postpericardiotomía.

#### COVID-19
A inicios de 2021, un estudio de un grupo canadiense parecía confirmar que sus propiedades antiinflamatorias podrían ayudar en el tratamiento de la COVID-19, disminuyendo el agravamiento de síntomas y mortalidad. Sin embargo, estudios y metaanálisis más recientes han demostrado que el uso de colchicina en personas hospitalizadas con COVID-19 no produce mejoría de los síntomas ni disminuye la mortalidad. Asimismo, en pacientes con casos leves de COVID-19 no hospitalizados, la colchicina tampoco ha demostrado tener un efecto en el tiempo requerido para la recuperación, en la mortalidad general o en la tasa de admisión hospitalaria. Por lo tanto, actualmente no hay evidencia que indique que la colchicina tiene algún beneficio para el tratamiento o la prevención de la COVID-19 y no se recomienda su uso para estos motivos.

## Contraindicaciones
Los regímenes a largo plazo (profilácticos) de colchicina oral están absolutamente contraindicados en pacientes con insuficiencia renal avanzada (incluidos los que están en diálisis). Aproximadamente 10-20 por ciento de una dosis de colchicina se excreta sin cambios por los riñones; no se elimina por hemodiálisis. La toxicidad acumulada es una alta probabilidad en este entorno clínico, y puede producirse una neuromiopatía grave. La presentación incluye un inicio progresivo de debilidad proximal, creatina quinasa elevada y polineuropatía sensitivomotora. La toxicidad de la colchicina puede potenciarse mediante el uso concomitante de fármacos reductores del colesterol (estatinas, fibratos). Esta condición neuromuscular puede ser irreversible (incluso después de la interrupción del fármaco). La demencia acompañante se ha observado en casos avanzados. Puede culminar en insuficiencia respiratoria hipercápnica y muerte.

## Efectos adversos
Los efectos secundarios incluyen trastornos gastrointestinales y neutropenia. Las dosis altas también pueden dañar la médula ósea, conducir a la anemia y causar pérdida de cabello. Todos estos efectos secundarios pueden resultar de la hiperinhibición de la mitosis.
Un efecto secundario principal asociado con todos los inhibidores mitóticos es la neuropatía periférica, que es un entumecimiento u hormigueo en las manos y los pies debido al daño del nervio periférico. Cuando es grave, puede ser necesaria una reducción de la dosis o la cesación completa del fármaco. Los microtúbulos participan en el transporte vesicular. Los nervios periféricos están entre los más largos del cuerpo. El movimiento browniano no es suficientemente significativo en estos nervios periféricos para permitir que las vesículas alcancen su destino. Por lo tanto, son susceptibles a las toxinas microtúbulos.

## Interacciones
La colchicina no debe tomarse con antibióticos macrólidos como eritromicina o claritromicina, ya que esto puede conducir a la toxicidad de la colchicina. Los síntomas de toxicidad incluyen trastornos gastrointestinales, fiebre, mialgias, pancitopenia y fracaso de órganos.

## Mecanismo de acción
La colchicina inhibe la polimerización de los microtúbulos uniéndose a la tubulina, uno de los principales constituyentes de los microtúbulos. La disponibilidad de tubulina es esencial para la mitosis, por lo que la colchicina funciona eficazmente como un "veneno mitótico" o veneno del huso.
La función inhibidora de la mitosis de la colchicina ha sido de gran utilidad en el estudio de la genética celular. Para ver los cromosomas de una célula bajo un microscopio de luz, es importante que se vean cerca del punto en el ciclo celular en el que son más densos. Esto ocurre cerca del centro de la mitosis (específicamente metafase), por lo que la mitosis debe ser detenido antes de que se complete. La adición de colchicina a un cultivo celular durante la mitosis es parte del procedimiento estándar para realizar estudios de cariotipo.
Además de inhibir la mitosis (un proceso que depende en gran medida de los cambios del citoesqueleto), la colchicina también inhibe la motilidad y la actividad de los neutrófilos, dando lugar a un efecto antiinflamatorio neto. Esto ha demostrado ser útil en el tratamiento de las llamaradas agudas de la gota.

## Farmacocinética
La absorción de la colchicina oral es rápida pero variable. Se presentan concentraciones plasmáticas máximas 0.5 a 2 h después de la administración de la dosis. En el plasma, 50% de la colchicina está unida a la proteína. La formación de complejos de colchicina-tubulina en muchos tejidos contribuye a su gran volumen de distribución. Hay una circulación enterohepática importante. Se desconoce el metabolismo exacto de la colchicina en el ser humano, pero estudios in vitro indican que puede experimentar desmetilación oxidativa por el CYP3A4. De hecho, otros sustratos del CYP3A4, como la cimetidina, se han relacionado con un incremento de la semivida plasmática de la colchicina y el surgimiento de toxicidad de esta. El fármaco está contraindicado en los individuos con alteraciones hepáticas o renales que necesitan tratamiento concomitante con CYP3A4 o inhibidores de la P-glucoproteína. Solo 10 a 20% es excretada en la orina, aunque esto aumenta en los pacientes con hepatopatía. El riñón, el hígado y el bazo también contienen concentraciones altas de colchicina, pero al parecer en gran parte es excluida del corazón, el músculo esquelético y el cerebro. La semivida plasmática de la colchicina es ~9 h, pero el fármaco se puede detectar en los leucocitos y en la orina por un mínimo de nueve días después de una sola dosis intravenosa.

## Toxicidad
La intoxicación por colchicina es una entidad poco común, pero que constituye una emergencia toxicológica extremadamente grave que pone en riesgo la vida del paciente (alta morbi-mortalidad). La intoxicación se debe generalmente a intentos de suicidio o errores en la interpretación de la posología.

### Toxicocinética
La colchicina es un fármaco de estrecho margen terapéutico que se absorbe en un 25-50% por vía oral, se une aproximadamente en un 39% a la albúmina plasmática, sin relación directa con la concentración, y se fija sobre todo a tejidos, principalmente la mucosa intestinal, el hígado, los riñones y el bazo, a excepción del músculo miocárdico, músculo esquelético y pulmones.
Se metaboliza en un 80% en hígado por la acción del CYP3A4, isoenzima perteneciente al citocromo-P450, y el 20% restante se elimina de forma inalterada por vía renal. La administración simultánea de inhibidores del CYP3A4 como los azoles antifúngicos, antirretrovirales, los macrólidos o los inhibidores de la p-glicoproteína como Verapamilo o Diltiazem se asocian a mayores concentraciones plasmáticas de colchicina, incrementando el riesgo de toxicidad. Tanto la colchicina como sus metabolitos sufren circulación enterohepática.
La semivida de eliminación en voluntarios sanos oscila entre las 26-32 horas; en pacientes con insuficiencia hepática grave el aclaramiento se ve significativamente disminuido y prolongada su vida media, mientras que en pacientes con insuficiencia hepática leve a moderada, los datos ofrecen una alta variabilidad inter-paciente.

### Mecanismo de acción tóxico
La colchicina actúa mediante la unión reversible y selectiva a la tubulina celular, impidiendo de esta manera su polimerización para la formación de microtúbulos.
Estudios realizados en sapos de la especie Chaunus marinus determinó que una concentración de 30ug/g de peso, si bien no es mortal, detiene el ciclo celular en metafase, lo cual tiene terribles consecuencias para el organismo. También, en la misma investigación, se encontraron espermatozoides alterados por la droga.

### Sintomatología
La intoxicación se manifiesta en tres fases claras:
- Primera fase (0,5 – 12 horas post-ingesta): sintomatología gastrointestinal (dolor cólico, náuseas, vómitos y diarrea con intensa pérdida de líquidos), depleción hídrica y leucocitosis. Los síntomas de esta primera fase coinciden con los efectos secundarios de la colchicina, que aparecen hasta en el 80% de los pacientes tratado con este fármaco.
- Segunda fase (2 – 12 horas post-ingesta): mielodepresión (llegando a la aplasia medular), fallo multiorgánico (insuficiencia renal y hepática), distrés respiratorio, hipocalcemia, afectación neuromuscular (miopatía, disestesias, neuropatía periférica y parálisis ascendente, disminución de los reflejos miotaticos), alteraciones dermatológicas del tipo eritema nodoso y eritema ampolloso, y coagulación intravascular diseminada.
- Tercera fase (36 – 72 horas post-ingesta): aquellos pacientes que sobreviven entran en una tercera fase de recuperación medular con leucocitosis de rebote y del daño orgánico previo, estomatitis y una característica alopecia.

La severidad de la intoxicación generalmente depende de la dosis ingerida: gran variabilidad en cuanto a la dosis letal, de manera que, dosis menores de 0,5 mg/kg se asocian a buen pronóstico y superiores a 0,8 mg/kg se asocian a mortalidad. La dosis letal se estima en 40-65 mg, aunque existe una gran variabilidad idiosincrásica. La levedad de la clínica inicial y la coincidencia de la misma con los efectos secundarios más frecuentes del tratamiento con colchicina hacen que la petición de asistencia sanitaria, la sospecha de intoxicación y, por tanto, la instauración del tratamiento se retrasen.

### Tratamiento
El tratamiento inicial de la intoxicación consiste en el lavado gástrico con dosis repetidas de carbón activado (30 g/240 ml agua) para disminuir la biodisponibilidad de la colchicina al interrumpir la circulación enterohepática, después se recomienda la administración de un purgante salino (sales de sodio o de magnesio) para facilitar la eliminación del carbón activado y la colchicina adsorbida al mismo. Para la fracción de colchicina absorbida, se recomienda un tratamiento de mantenimiento: técnicas de depuración extrarrenal (la colchicina no es dializable por su elevada liposolubilidad y gran volumen de distribución), conexión a ventilación mecánica, drogas vasoactivas, etc. En caso de neutropenia se pueden administrar factores estimulantes de colonias (filgrastim 5 μg/kg/día, lenograstim 150 μg/m2/día).
El único tratamiento específico son los anticuerpos monoclonales específicos pero no se encuentran disponibles en el mercado; consisten en fragmentos Fab (cadena ligera y región variable de la cadena pesada).